# Гостивар
Го̀стивар (стара форма Костово) (на македонска литературна норма: Гостивар; на албански: Gostivari, Гостивари) е град в Северна Македония, девети по големина в страната, административен център на община Гостивар. Разположен е в подножието на планинския масив Шар планина.

## География
От Гостивар тръгват автомагистрали за Тетово, Скопие, Кичево и Охрид. Има железопътна връзка със столицата Скопие. Недалеч от града (5 км югозападно) се намира село Вруток, край което на височина 683 м извира река Вардар.

## История

### В Османската империя
Гостивар възниква като манастир, споменат в църковните документи от 1318 и 1343 година, разположен северно от средновековната крепост Градище и средновековното селище Горна Баница в нейното подножие. Покрай манастира постепенно се образува едноименно село, което в преброителния дефтер от 1452/53 година брои 88 къщи, а в 1467/68 година – 108 къщи. Постепенно то засенчва Горна Баница и става център на Горния Полог.
В обобщен списък на джизието на немюсюлманите от вилаета Калканделен от 18 юли 1628 година е отбелязано село Гостовар, с 10 ханета (домакинства).
Според статистиката на Васил Кънчов („Македония. Етнография и статистика“) в 1900 година Гостивар има 3723 жители, от които 310 българи християни, 3100 турци, 100 арнаути мохамедани, 25 власи и 200 цигани.
Първото българско училище в Гостивар съществува от 1850 година. То е създадено към новопостроената църква „Свети Димитър“ и първоначално е килийно. Училището е подкрепено материално от Александър Екзарх и обучава ученици от 22 околни села. След 1883 година то става новобългарско. През учебната 1899/1900 година българското училището се посещава от общо 80 българчета, от които 10 ученички и 70 ученици с 3 учители.
Почти всички християнски жители на Гостивар са привърженици на Българската екзархия. Според патриаршеския митрополит Фирмилиан в 1902 година в града има 6 сръбски патриаршистки къщи. Според секретаря на екзархията Димитър Мишев („La Macédoine et sa Population Chrétienne“) в 1905 година в Гостивар има 320 българи екзархисти, 24 българи патриаршисти сърбомани и 120 цигани. В града работят основно българско и сръбско училище.
В Гостиварско до дохождането в Скопие на българския владика Теодосий Гологанов, не е имало нито една сърбоманска къща. В негово време за пръв път се въвежда пропагандата и то от кого? – От един най-добър до тогава български деец по черковния въпрос – поп Стефан Груев, който е вземал най-живо участие в борбата против гърцизма. Съсипан материално и с многобройно семейство, тоя поп е дошел при Теодосия да го моли да му се помогне някак за подобрение на материалното му положение. Но дядо Теодоси му отговаря, че не трябвало да ражда толкова деца, щом не може да ги прехранва. Оскърбен и възмутен от подобно отнасяне на българския владика спрямо него, той се отказва от екзархията, пак става, патриаршист, а сетне и сърбоманин, като повлича със себе и няколко села. По тоя начин от чисто българското Гостиварско поле, в течение само на няколко години, ето що се получава:
В град Гостивар има чисто арнаутски 705 къщи.
Български – 40 къщи
Сърбомански - 5 къщи
Гостиварската каза се състои от 50 села с 4011 къщи.
От тях са:
Чисто арнаутски 10 села
Чисто български 7 села със 199 къщи
Чисто сърбомански 8 села с 418 къщи
Смесени села са 898 български, 197 сърбомански.
Следователно, от 40-те някога чисто екзархийски (български) села сега са останали само 7 такива и то най-малките. Оставалите 33 са заразени, при това най-големите 8 села са чисто сърбомански. По численост в Гостиварската каза ние сме почти наполовина: български 637 къщи, а сърбомански 620 къщи с около 3100 души.
В телеграма, изпратена до председателя на Парламента по спорните черкви и училища в Македония и Одринско, пише:
| „ | Сръбският архиерейски наместник в Гостивар е подстрекавал населението от града и околните села да прекъснат всякакви съобщения с българите, като заплашвал ония, които не биха се повинили на тая му заповед, с пет лири турски глоба и с 20 тояги бой! От двадесет дни насам, вследствие на тая заповед, имеюща за цел да преобърне българите в сърбомани, враждебността между тия два елемента се е усилила. При това още, сърбите изпращат сръбски свещеници в някои села, които, бидейки до (1903) под ведомството на Екзархията, съгласно правителствената заповед, би трябвало да се намират под същото ведомство. По повод на това местната ни духовна община, макар и да протестира на няколко пъти, протестите ѝ не се уважиха. Молим Народното Представителство да направи нужното за премахването на разприте. От името на българското население в Гостивар свещ. Григорий. | “ |

| “ | Явна благодарность, Бълг. училищно Настоятелство въ Гостивар, съ настоящето сърдечно благодари на долупоменатитѣ г-да г-да за дѣто по случай прѣдстоящия градежъ на градското ни училище притекоха се на помощъ както слѣдва: Отъ града: свещ. Григорий п. Трифоновъ, 54 гр. ток., Андрея О. Гашевъ, механджия, 268 гр. ток., Михаил Н. Поленакъ, калайджия 216 гр. т., Захарий Новевъ, гл. учитель 124 гр. т., Китанъ Траяновъ, ракиджия 62 гр. т., Петре Веляновъ, касапъ 62 гр. т., Симо Андрдовъ, търговецъ 69 гр. т., Василъ Атанасовъ, учитель 62 гр. т., Тома п. Григоровъ, учитель 54 гр. т., Климе Костовъ, търговецъ 46 гр. т., Петре Игновъ, ракиджия, 46 гр. т., Никола х. Ивановъ, ракиджия 54 гр. т., Филе Новачевъ, механджия 54 гр. т., Елисей Филевъ, търговецъ, 54 гр. т., Аврамъ Илиевъ, терзия 54 гр. т., Мито Силяновъ, самарджия 54 гр. т., Георгия Китановъ, механджия 46 гр. т., Миланъ и Лазо, Керестеджий 46 гр. т., Томо Тимосиевъ, кондураджия 40 гр. т., Ефтимъ Шекеровъ, терзия 46 гр. т., Гйошо Гашевъ, ракиджия 46 гр. т., Никола Китановъ, абаджия 30 гр. т., Душанъ Дъмковъ, терзия 30 гр. т., Тоде Гаревъ, ракиджия 30 гр. т., Йованъ Смиляновъ, тенекеджия 23 гр. т., Стоянъ Михайловъ, кондураджия 23 гр. т., Тодоръ Ср[]липовъ, хлѣбаръ 23 гр. т., Гаврилъ Китановъ, терзия 23 гр. т., Христо Димитровъ, коюнджия 23 гр. т., Христо Спасовъ, учитель 23 гр. т., Тано Радевъ, бакалинъ 23 гр. т., Тоде Атанасовъ, ракиджия 11:20 гр. т., Несторъ Анастасовъ, ханджия 11:20 гр. т., Ристо Митревъ, хлѣбаръ 5 гр. т., Атанаско Цвѣтковъ, самарджия 3 гр. т. и Коста 11:20 гр. т. Отъ с. Вълковия (Тетовско): свещ. Сотиръ Кузмановъ 54 гр. т., Груно Матовъ 46 гр. т., Танче Стойковъ 23 гр. т., Карафилъ Тръпушковъ 23 гр. т., Илко Стефановъ 12 гр. т., Мако Илиевъ 23 гр. т., Илче Георгиевъ 12 гр. т., Давидъ Стефановъ 23 гр. т., Цѣно Кузмановъ 12 гр. т., Аврамъ Теофилйовъ 23 гр. т., Мено Митовъ 23 гр. т. Да живѣятъ подобни родолюбци и дано Богъ ги възнагради стократно! Настоятелството счита за свой отечественъ дългъ да напомни и на ония наши българи въ странство, които сѫ били поканени писменно да поднесатъ лептата си за горѣказаната цѣль и се озоватъ повъзможностъ поскоро на поканитѣ. гр. Гостирваръ Отъ Настоятелството 27ий априлий 1910 год. | ” |
|   | |   |

При избухването на Балканската война в 1912 година шестима души от Гостивар са доброволци в Македоно-одринското опълчение. След Междусъюзническата война в 1913 година градът остава в Сърбия.

### В Сърбия, Югославия и Северна Македония
Населението на Гостивар е 35 847 души (2002). Етнически състав:
| Националност | Всичко          |
| македонци    | 11 885 (33,15%) |
| албанци      | 16 890 (47,12%) |
| турци        | 4559 (12,72%)   |
| роми         | 1899 (5,3%)     |
| власи        | 15 (0,04%)      |
| сърби        | 146 (0,41%)     |
| бошняци      | 34 (0,09%)      |
| други        | 419 (1,17%)     |

## Галерия
- Кеят на река Вардар
- Гостивар в 1930 година
- Вардар в Гостивар
- Саат кула
- Стара градска архитектура в Гостивар – Канческа къща
- Стара къща на улица „Дебърска“, построена през 1932 година

## Образование
В Гостивар има три държавни гимназии и една частна:
- СОУ „Панче Попоски“ – създадено с решение на Общото събрание на Община Гостивар през 1960 г. Започва да функционира през учебната 1960/61 г. с две паралелки, на македонски и албански език, с по 35 ученика. Първото поколение абсолвенти е от учебната 1963/64 г.
- СУ „Чеде Филиповски“,
- ЦСНО „Злате Малакоски“,
- PSU „Jahja Kemal“ – колежът в Гостивар, който съществува от 1999 г. Работи като частна гимназия.

В града има четири основни училища:
- ОУ „Братство-единство“,
- ОУ „Гоце Делчев“,
- ОУ „Исмаил Кемали“,
- Основно училище „Петре Йовановски“, което има районни училища в селата: Долна Баница, Беловище и Врапчище.

## Населени места и махали в Гостивар
- Дутлок
- Малеарди
- Питарница
- Квартал на Тексас – Бараки
- Банящица
- Леска
- Фазанерия
- Циглана
- Апаш маало
- Млаки
- Тоска
- Шеста зона

## Личности
Традиционно Гостивар е смесен албано-български град, като част от мюсюлманското му население има и турско съзнание. Стефан Петров е български опълченец, служил във II опълченска дружина, убит на 9 август 1877 г. Сред изявените югославски политици са Александър Георгиев (1912 – 1988), делегат на Първото заседание на АСНОМ, заместник-министър, Бурхан Адеми (р. 1930), от турски произход, подпредседател на Събранието на СРМ. Съвременен македонски политик е и Йован Манасиевски (р. 1968), депутат и министър, а албански – Сюлейман Рушити (р. 1972) и Неджати Якупи (р. 1973), и двамата министри. Харалампие Поленакович (1909 – 1984) е учен от СРМ, литературовед, смятан за един от основоположниците на историята на македонската литература, Вукан Диневски (1927 – 2006) е виден актьор от СРМ, а Лазо Наумовски (1923 – 1978) е писател за деца от СРМ. Тодор Чаловски (1945 – 2015) е есеист, литературен критик, поет и преводач от Република Македония.